# Moormerländer Deichacht

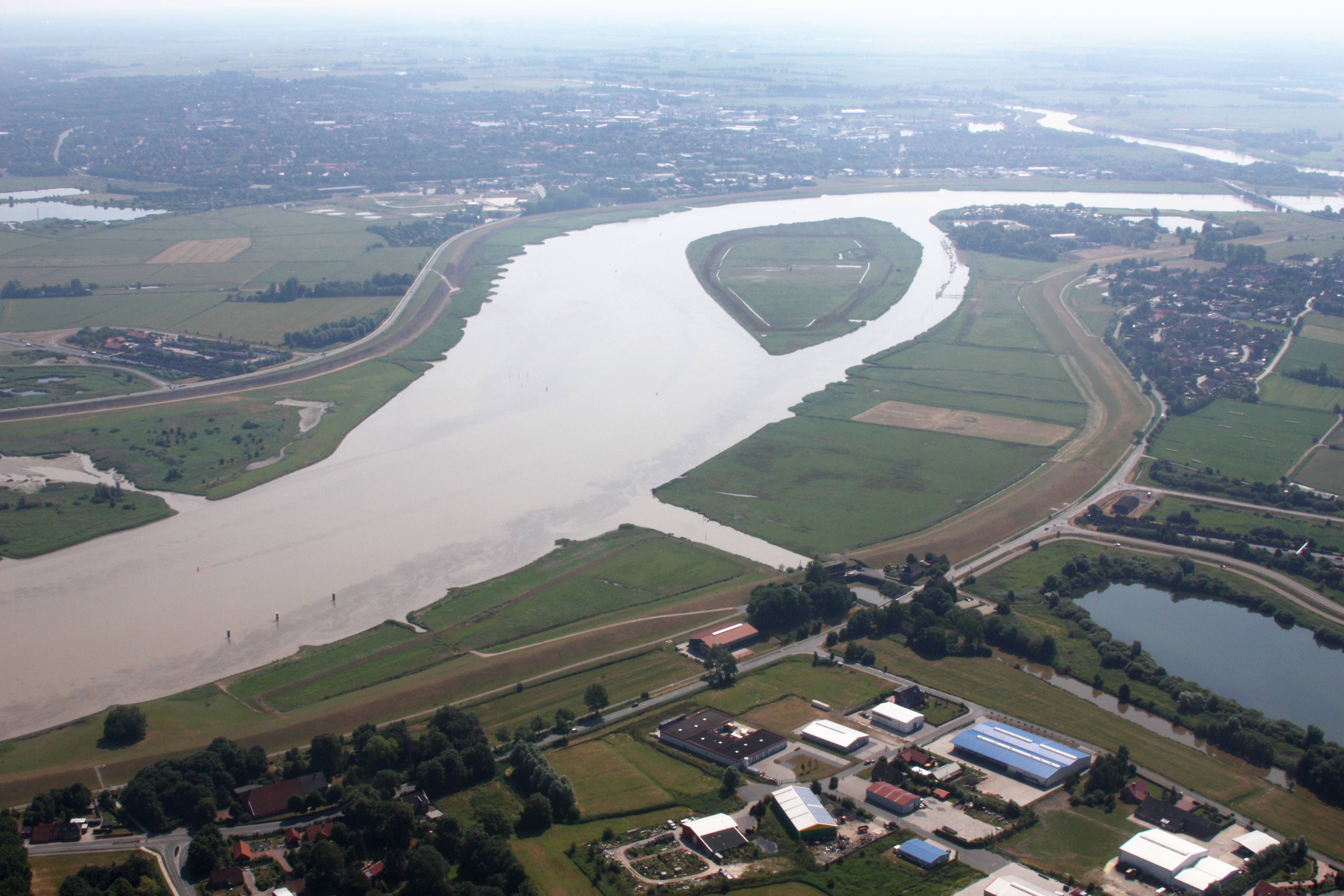
Ems bei Leer mit Emsinsel Bingumer Sand. Der Emsdeich im Bild links liegt im Verbandsgebiet der Moormerländer Deichacht, der Emsdeich im Bild rechts liegt im Verbandsgebiet der Rheider Deichacht.

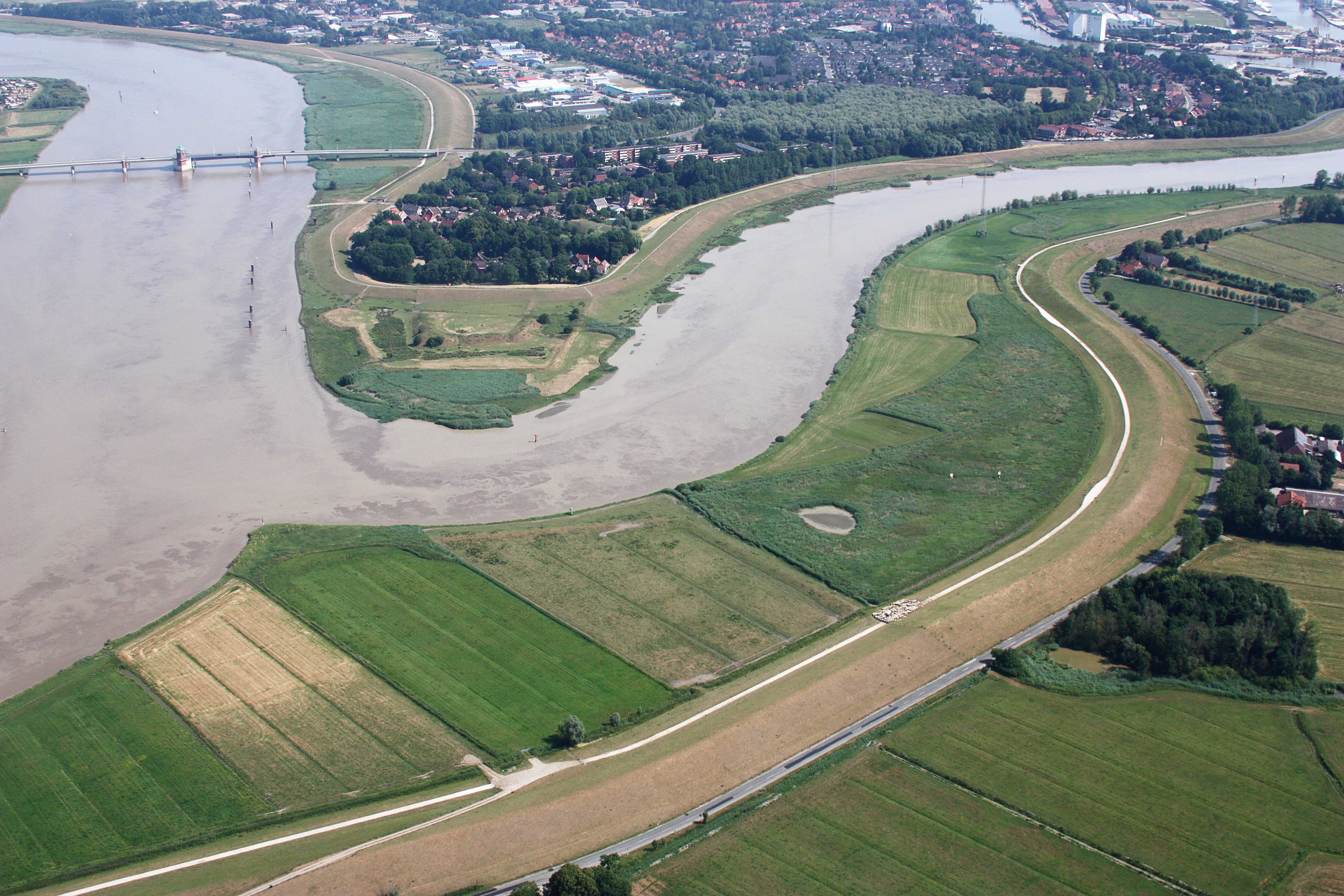
Ledamündung. Im Hintergrund Leer mit Ems- und Ledadeich im Verbandsgebiet der Moormerländer Deichacht. Der Deich im Vordergrund liegt im Verbandsgebiet der Overledinger Deichacht.

Die Moormerländer Deichacht ist ein Deichverband mit Sitz im Ortsteil Oldersum der Gemeinde Moormerland.

## Verbandsgebiet
Der Deichverband ist für ein rund 36.000 Hektar großes Gebiet in Ostfriesland zuständig. Das geschützte Gebiet umfasst alle im Schutz des rechten Emsdeiches und des rechten Ledadeiches im Verbandsgebiet liegenden Grundstücke bis zu einer Höhe von NN +5,00 m inklusive der innerhalb dieses Gebietes liegenden höheren Bodenerhebungen. Es erstreckt sich über die Gemeinden Moormerland und Neukamperfehn, Teile der Gemeinden Ihlow, Großefehn und Hesel sowie Teile der Städte Emden, Leer und Aurich.
Die Hauptdeichlinie im Verbandsgebiet ist 25,3 Kilometer lang. Sie erstreckt sich vom Generalplankilometer 90,5 an der Seeschleuse Leer bis zum Generalplankilometer 115,8 auf der Ostseite des Borssumer Siels.
An das Verbandsgebiet der Moormerländer Deichacht grenzt im Süden das Verbandsgebiet des Leda-Jümme-Verbandes und im Westen das Verbandsgebiet der Deichacht Krummhörn.

## Aufgaben
Der Deichverband hat die Aufgabe, Grundstücke im Verbandsgebiet vor Sturmfluten und Außenhochwasser zu schützen. Dazu unterhält er die im Verbandsgebiet liegenden Deiche.
Die Deiche werden zur Pflege größtenteils durch Schafe beweidet. Hierfür sind neun nebenberufliche und ein hauptberuflicher Schäfer zuständig.

## Verbandsstruktur
Der Verband wird von einem 16-köpfigen Ausschuss vertreten. Der Ausschuss wählt seinerseits einen mit fünf Verbandsmitgliedern besetzten Vorstand.
Mitglieder des Verbandes sind alle Grundeigentümer und Erbbauberechtigten der im Verbandsgebiet gelegenen Grundstücke.